# Ruth Toma

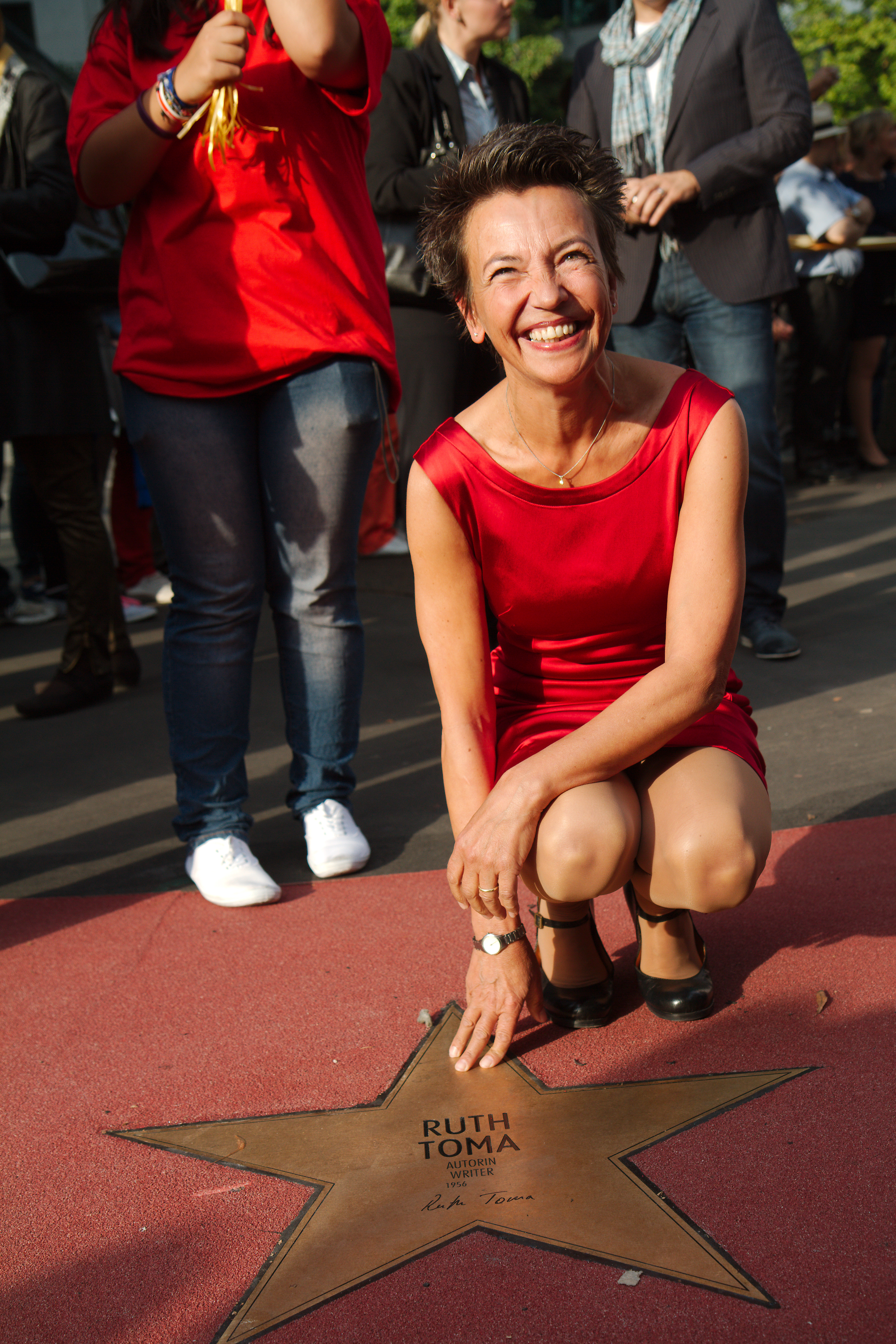
Toma bei der Einweihung ihres Sternes auf dem Boulevard der Stars in Berlin (2012)

Ruth Toma (* 1956 als Ruth Wenzl in Kötzting) ist eine deutsche Drehbuchautorin.

## Leben
Toma studierte von 1976 bis 1981 an der Akademie der Bildenden Künste in München und war bis 1990 Schauspielerin und Autorin bei der Freien Theatergruppe Fliegende Bauten. Ihre Ausbildung setzte sie 1992 bis 1994 im Aufbaustudiengang Film an der Universität Hamburg fort.
Sie gewann zahlreiche Preise, unter anderem den Adolf-Grimme-Preis 2002 für ihre Mitwirkung am Drehbuch zu Hermine Huntgeburths Fernsehfilm Romeo und den Drehbuchpreis beim Bayerischen Filmpreis 2003 für ihr durch Fatih Akın verfilmtes Drehbuch zu Solino. Ihren ersten großen Erfolg hatte sie zusammen mit Rolf Schübel mit Ein Lied von Liebe und Tod – Gloomy Sunday (1999), für das ein Deutscher Drehbuchpreis verliehen wurde. Für Ruhe! Hier stirbt Lothar wurde sie mit dem Preis der Deutschen Akademie für Fernsehen 2021 in der Kategorie Drehbuch und beim Fernsehfilmfestival Baden-Baden 2021 mit dem Sonderpreis für das herausragende Drehbuch ausgezeichnet.
Toma gehört zum Verlag der Autoren und sitzt bisweilen in Filmpreisjurys. 2003 war sie eines der Gründungsmitglieder der Deutschen Filmakademie.
Toma ist Unterzeichnerin des Kontrakt 18 und hat sich verpflichtet, nur noch bei Filmvorhaben zu arbeiten, bei denen u. a. sämtliche Bearbeitungen des Drehbuchs von ihr autorisiert werden müssen und sie Mitspracherecht bei der Auswahl des Regisseurs hat.

## Filmografie (Auswahl)
- 1996: Der schönste Tag im Leben
- 1997: Woanders scheint nachts die Sonne (Fernsehfilm)
- 1999: Ein Lied von Liebe und Tod – Gloomy Sunday
- 2000: Jetzt oder nie – Zeit ist Geld
- 2001: Romeo (Fernsehfilm)
- 2002: Solino
- 2004: Kebab Connection
- 2004: Erbsen auf halb 6
- 2006: Emmas Glück
- 2006: Nette Nachbarn küsst man nicht
- 2008: Friedliche Zeiten
- 2008: Liesl Karlstadt und Karl Valentin (Fernsehfilm)
- 2009: Same Same But Different
- 2010: Die letzten 30 Jahre (Fernsehfilm)
- 2010: Etwas Besseres als den Tod (Fernsehfilm)
- 2012: Jeder Tag zählt
- 2013: 3096 Tage
- 2014: Einmal Hans mit scharfer Soße
- 2014: Dessau Dancers
- 2015: Der verlorene Bruder
- 2017: Mein Blind Date mit dem Leben
- 2018: Nichts zu verlieren
- 2018: Der Junge muss an die frische Luft
- 2021: Ruhe! Hier stirbt Lothar
- 2021: Sweet Disaster